# Élection à la direction du Parti conservateur britannique de juillet-septembre 2022
L'élection à la direction du Parti conservateur de juillet-septembre 2022 vise à élire le nouveau chef du Parti conservateur à la suite de la démission de Boris Johnson, survenue dans un contexte de crise gouvernementale.  Liz Truss est élue par les adhérents du parti avec 81 326 voix contre 60 399 pour Rishi Sunak.

## Contexte
L'ex-ministre des affaires étrangères Liz Truss est une championne du libre-échange, et se lance dans la campagne en voulant incarner l’essence du conservatisme britannique. Ses convictions sont ancrées à droite, voire libertariennes. C'est un « faucon » en politique étrangère, n'hésitant pas à afficher des positions très tranchées contre la Russie et la Chine, et considère que le Royaume-Uni doit cimenter son alliance avec les États-Unis et l'Australie plutôt qu'avec les autres pays européens. Face à Rishi Sunak, elle insiste sur son agenda « audacieux », avec des baisses d’impôts massives « dès le premier jour ». Rishi Sunak milite quant à lui pour un faible endettement public. La situation déplorable du système de santé national et le Brexit sont presque occultés par les deux adversaires. Elle a les faveurs des militants conservateurs selon un sondage YouGov : 62 % préféraient Liz Truss, contre 38 % pour Sunak.
Tout comme Liz Truss, l'ancien secrétaire à la Santé Sajid Javid et le député Jeremy Hunt, éliminés au premier tour, voulaient réduire l'empreinte de l’État, comme l'ont fait auparavant Margaret Thatcher et David Cameron. Sajid Javid voulait baisser l'impôt sur le revenu, les taxes sur le carburant, et l'impôt sur les sociétés de 19 % à 15%, en dépit des alertes d’économistes sur les conséquences probablement négatives de ces mesures. Ces propositions visaient à lancer une concurrence fiscale avec l'Europe continentale.

## Procédure
Le 11 juillet 2022, le comité 1922 annonce que le dépôt officiel des candidatures est seulement ouvert le 12 juillet 2022. Les candidats ont besoin d’au moins 20 parrainages de députés conservateurs pour que leur candidature soit acceptée. Le premier tour de scrutin est prévu pour le 13 juillet 2022. Un deuxième aura lieu le lendemain, 14 juillet.
Selon les nouvelles règles du comité 2022, à l'issue du premier tour, le 13 juillet, les candidats devront avoir recueilli un minimum de 30 voix des députés pour éviter d’abandonner. À chaque tour suivant, à partir du 14 juillet, le candidat ayant obtenu le moins de voix sera éliminé.
Enfin, lorsqu’il ne reste que deux candidats, les membres du Parti conservateur voteront pour décider entre eux sur la base d’un « un membre, une voix ». Une série de débats publics entre les différents candidats est prévue pendant les mois de juillet et d'août. Le candidat qui reçoit le plus de votes remporte le vote. Le nom du nouveau chef du Parti conservateur et futur premier ministre sera annoncé le 5 septembre, lorsque la Chambre des communes reviendra des vacances d’été.

## Candidats

### En lice pour le premier tour
| Nom              | Nom | Fonctions exercées | Déclaration de candidature | Déclaration de candidature | Logotype | Soutiens déclarés avant le premier tour |
| ---------------- | --- | --- | -------------------------- | -------------------------- | -------- | --------------------------------------- |
| Kemi Badenoch    |     | - Députée de Saffron Walden depuis 2017 - Ministre d'État à la Croissance régionale et aux Collectivités locales et à l'Égalité de 2021 à 2022 |                            | 8 juillet 2022             |          | 20 députés                              |
| Suella Braverman |     | - Députée de Fareham depuis 2015 - Procureur général et avocat général pour l'Irlande du Nord depuis 2020 |                            | 6 juillet 2022             |          | 13 députés                              |
| Jeremy Hunt      |     | - Député de South West Surrey depuis 2005 - Secrétaire d'État des Affaires étrangères et du Commonwealth de 2018 à 2019 - Secrétaire d'État à la Santé de 2012 à 2018 - Secrétaire d'État à la Culture, aux Jeux olympiques, aux Médias et aux Sports de 2010 à 2012 |                            | 9 juillet 2022             |          | 15 députés                              |
| Penny Mordaunt   |     | - Députée de Portsmouth North depuis 2010 - Ministre d'État au Commerce depuis 2021 - Secrétaire d'État à la Défense en 2019 - Ministre des Femmes et des Égalités de 2018 à 2019 - Secrétaire d'État au Développement international de 2017 à 2019 - Ministre d'État aux Personnes handicapées de 2016 à 2017 - Ministre d'État aux Forces Armées de 2015 à 2016                                                  |                            | 10 juillet 2022            |          | 31 députés                              |
| Rishi Sunak      |     | - Député de Richmond (Yorks) depuis 2015 - Chancelier de l'Échiquier de 2020 à 2022 |                            | 8 juillet 2022             |          | 54 députés                              |
| Liz Truss        |     | - Députée de South West Norfolk depuis 2010 - Secrétaire d'État britannique aux Affaires étrangères, du Commonwealth et du Développement depuis 2021 - Ministre des Femmes et des Égalités depuis 2019 - Secrétaire d'État au Commerce international de 2019 à 2021 - Secrétaire d'État à la Justice de 2016 à 2017 - Secrétaire d'État à l'Environnement, à l'Alimentation et aux Affaires rurales de 2014 à 2016 |                            | 10 juillet 2022            |          | 25 députés                              |
| Tom Tugendhat    |     | - Député de Tonbridge and Malling depuis 2015 |                            | 7 juillet 2022             |          | 21 députés                              |
| Nadhim Zahawi    |     | - Député de Stratford-on-Avon depuis 2010 - Chancelier de l'Échiquier depuis 2022 - Secrétaire d'État à l'Éducation de 2021 à 2022 |                            | 9 juillet 2022             |          | 15 députés                              |

### S'étant retirés avant le premier tour
| Nom            | Nom | Fonctions exercées | Candidature                       | Logotype | Soutiens déclarés avant le retrait | Soutien après le retrait |
| -------------- | --- | --- | --------------------------------- | -------- | ---------------------------------- | ------------------------ |
| Rehman Chishti |     | - Député de Gillingham and Rainham depuis 2010 | 10 juillet 2022 - 12 juillet 2022 |          | 1 député                           | Tom Tugendhat            |
| Sajid Javid    |     | - Député de Bromsgrove depuis 2010 - Secrétaire d'État à la Santé et à la Protection sociale de 2021 à 2022 - Chancelier de l'Échiquier de 2019 à 2020 - Secrétaire d'État à l'Intérieur de 2018 à 2019 - Secrétaire d'État aux Communautés, au Gouvernement local et du Logement de 2016 à 2018 - Secrétaire d'État aux Affaires, à l'Innovation et aux Compétences de 2015 à 2016 - Secrétaire d'État à la Culture, aux Médias et au Sport de 2014 à 2015 - Ministre des Égalités en 2014 | 9 juillet 2022 - 12 juillet 2022  |          | 12 députés                         | -                        |
| Grant Shapps   |     | - Député de Welwyn Hatfield depuis 2005 - Secrétaire d'État aux Transports depuis 2019 - Ministre sans portefeuille de 2012 à 2015 - Ministre d'État au Logement et au Gouvernement local de 2010 à 2012 | 9 juillet 2022 - 12 juillet 2022  |          | 8 députés                          | Rishi Sunak              |

## Résultats
|       | Rishi Sunak      | 88  | 24,6 | 101     | 28,4    | 115      | 32,1     | 118      | 33,0     | 137      | 38,6     | 60 399   | 42,6     |          |          |          |          |          |          |          |          |          |          |          |          |
|       | Liz Truss        | 50  | 14,0 | 64      | 18,0    | 71       | 19,8     | 86       | 24,1     | 113      | 31,8     | 81 326   | 57,4     |          |          |          |          |          |          |          |          |          |          |          |          |
|       | Penny Mordaunt   | 67  | 18,8 | 83      | 23,3    | 82       | 22,9     | 92       | 25,8     | 105      | 29,6     | Éliminée | Éliminée | Éliminée | Éliminée | Éliminée | Éliminée | Éliminée | Éliminée | Éliminée | Éliminée | Éliminée | Éliminée | Éliminée | Éliminée |
|       | Kemi Badenoch    | 40  | 11,2 | 49      | 13,8    | 58       | 16,2     | 59       | 16,5     | Éliminée | Éliminée | Éliminée | Éliminée | Éliminée | Éliminée | Éliminée | Éliminée | Éliminée | Éliminée | Éliminée | Éliminée | Éliminée | Éliminée |          |          |
|       | Tom Tugendhat    | 37  | 10,4 | 32      | 9,0     | 31       | 8,3      | Éliminé  | Éliminé  | Éliminé  | Éliminé  | Éliminé  | Éliminé  | Éliminé  | Éliminé  | Éliminé  | Éliminé  | Éliminé  | Éliminé  | Éliminé  | Éliminé  |          |          |          |          |
|       | Suella Braverman | 32  | 9,0  | 27      | 7,6     | Éliminée | Éliminée | Éliminée | Éliminée | Éliminée | Éliminée | Éliminée | Éliminée | Éliminée | Éliminée | Éliminée | Éliminée | Éliminée | Éliminée |          |          |          |          |          |          |
|       | Nadhim Zahawi    | 25  | 7,0  | Éliminé | Éliminé | Éliminé  | Éliminé  | Éliminé  | Éliminé  | Éliminé  | Éliminé  | Éliminé  | Éliminé  | Éliminé  | Éliminé  | Éliminé  | Éliminé  |          |          |          |          |          |          |          |          |
|       | Jeremy Hunt      | 18  | 5,0  | Éliminé | Éliminé | Éliminé  | Éliminé  | Éliminé  | Éliminé  | Éliminé  | Éliminé  | Éliminé  | Éliminé  | Éliminé  | Éliminé  | Éliminé  | Éliminé  |          |          |          |          |          |          |          |          |
| Total | Total            | 357 | 99,7 | 356     | 99,4    | 357      | 99,7     | 355      | 99,4     | 358      | 100      |          | 100      |          |          |          |          |          |          |          |          |          |          |          |          |

Le premier tour de scrutin a lieu le 13 juillet 2022 et voit les huit candidats sur le bulletin de vote. Pour figurer sur le bulletin de vote initial, un candidat a dû obtenir le soutien de 20 députés conservateurs. Grant Shapps, Rehman Chishti et Sajid Javid ont tous abandonné la course avant le premier tour de scrutin parce qu’ils n’ont pas atteint le seuil, Chishti n’ayant qu’un seul partisan - lui-même.
À l'issue du premier tour, les candidats incapables d’obtenir le soutien de 30 députés conservateurs ou plus ne seront pas en mesure d’obtenir une place au deuxième tour de scrutin prévu pour le 14 juillet, juste un jour après le premier tour.